# 弗呂利

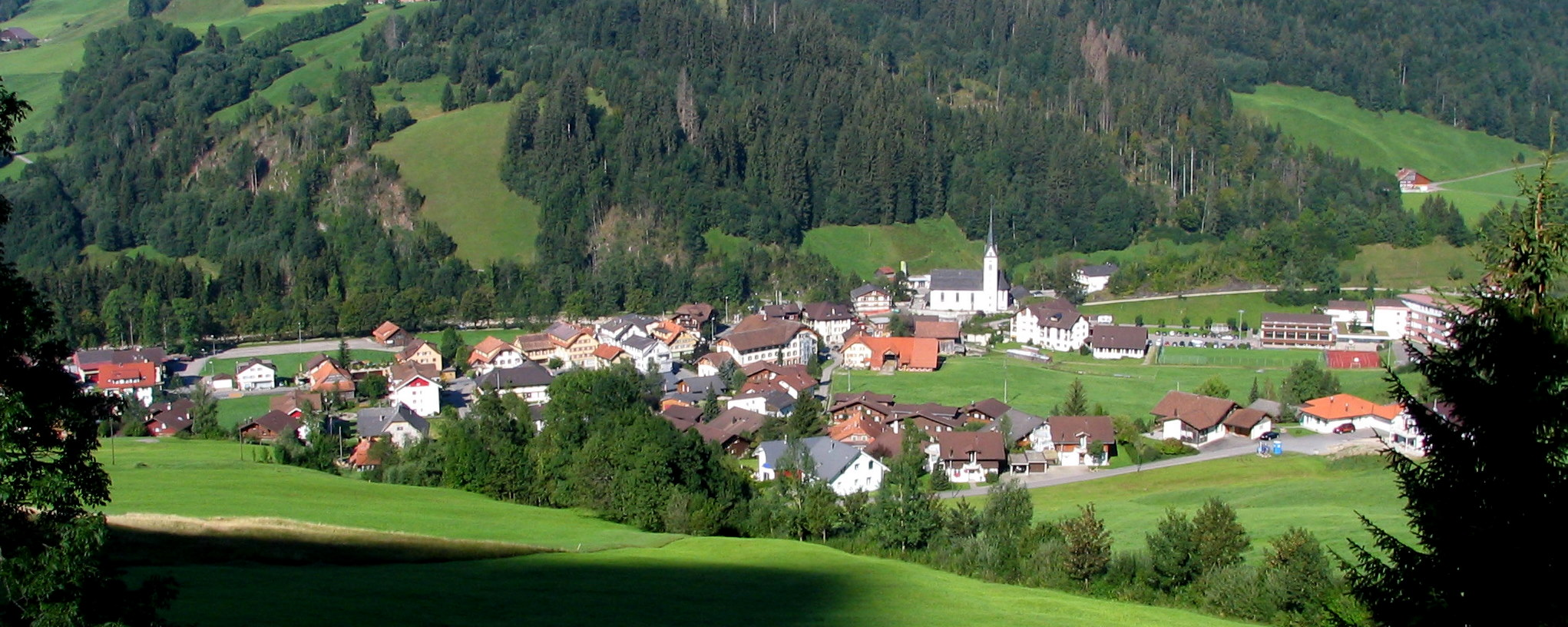

弗呂利是瑞士的城鎮，位於該國中部，由琉森州負責管轄，面積108.19平方公里，四成半土地是農業用地，海拔高度884米，2011年人口1,898，人口密度每平方公里18人。